# Exército Unido do Estado Wa

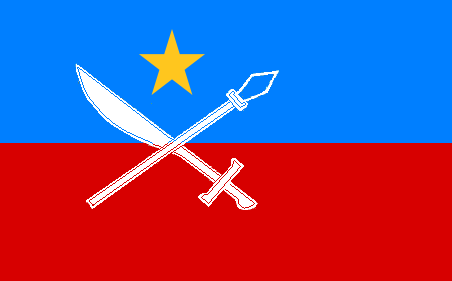
Bandeira do grupo.

Exército Unido do Estado Wa (chinês simplificado: 佤邦联合军, pinyin: Wǎbāng Liánhéjūn; birmanês:  ဝပြည် သွေးစည်းညီညွတ်ရေး တပ်မတော်, IPA: [wa̰ pjì θwésí ɲìɲʊʔjé taʔmədɔ̀]), é a ala militar do Partido Unido do Estado Wa, o partido governante de facto do Estado Wa (oficialmente conhecido como Divisão Autoadministrada Wa). Trata-se de um exército da minoria étnica Wa com cerca de 20.000 a 25.000 soldados, liderados por Bao Youxiang. O grupo foi formado após o colapso do braço armado do Partido Comunista da Birmânia em 1989.
O Exército Unido do Estado Wa anunciou seu território como "Região Administrativa Especial do Governo do Estado de Wa" em 1º de janeiro de 2009. O presidente de facto é Bao Youxiang, e o vice-presidente é Xiao Minliang. Embora o governo de Mianmar não reconheça oficialmente a soberania do Estado Wa, o Tatmadaw (Forças Armadas de Mianmar) frequentemente se aliou ao Exército Unido do Estado Wa para lutar contra grupos de milícias nacionalistas do povo shan, como o Exército do Estado de Shan - Sul.
Apesar de ser de facto independente de Mianmar, o Estado Wa reconhece oficialmente a soberania de Mianmar sobre todo o seu território. Em 1989, as duas partes assinaram um acordo de cessar-fogo e, em 2013, assinaram um acordo de paz.